# تاريخ العلم في عصر النهضة
خلال عصر النهضة، تقدمت العلوم تقدمًا كبيرًا في مجالات الفلك والجغرافيا والكيمياء والفيزياء والرياضيات والتصنيع والهندسة. تم تسريع إعادة اكتشاف النصوص العلمية القديمة بعد سقوط القسطنطينية عام 1453، واختراع الطباعة التي كان من شأنها نشر التعليم والسماح بانتشار أسرع للأفكار الجديدة.

## تطورات مهمة

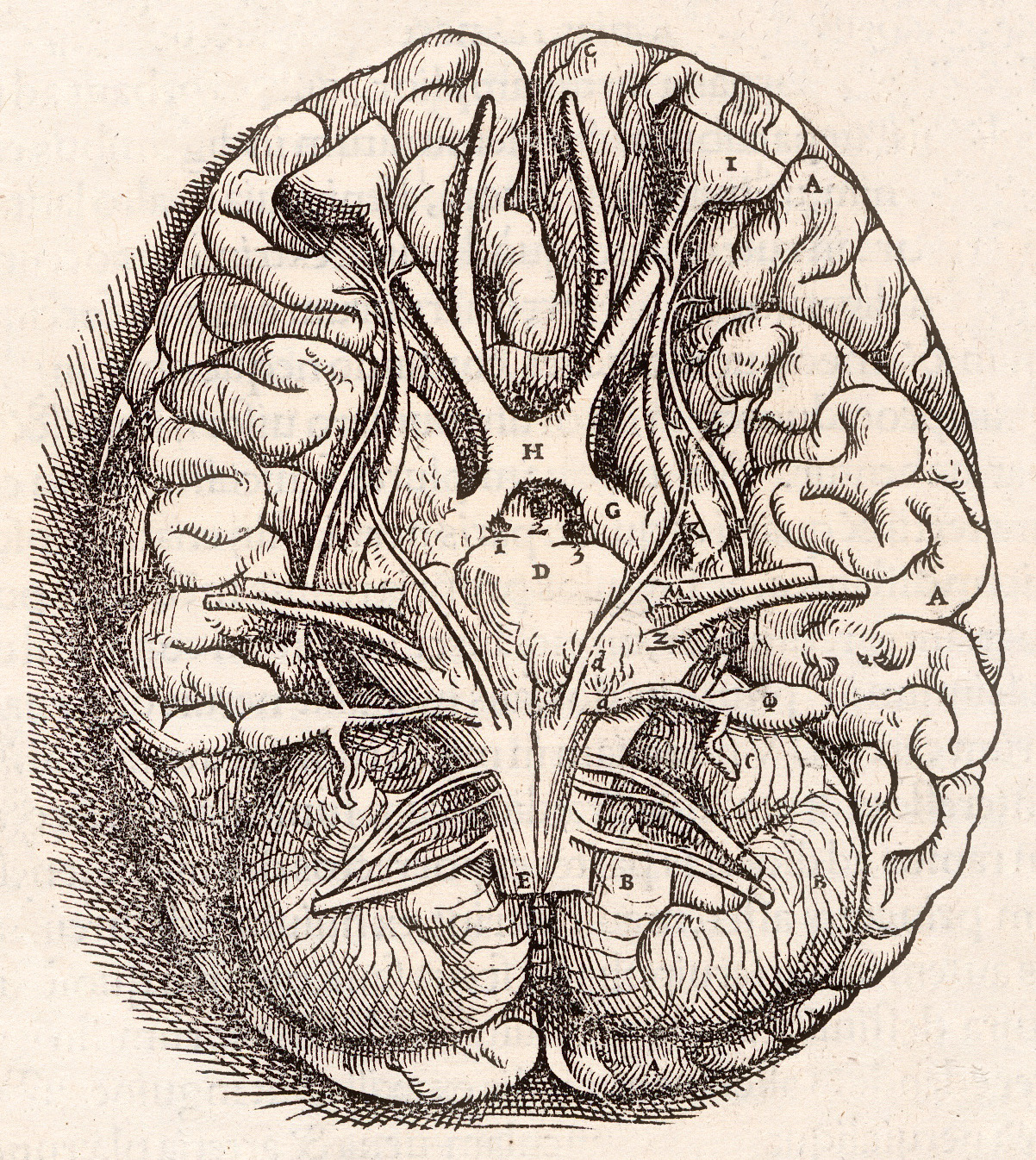
دراسات فيزاليوس في 1543 أثارت الاهتمام في تشريح الإنسان

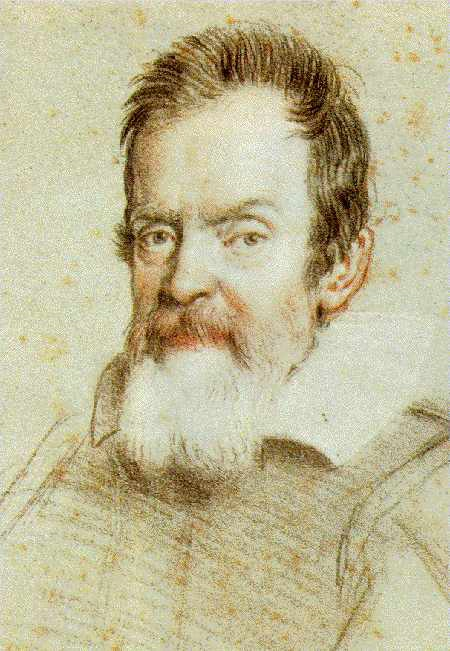
بورتريه لجاليليو جاليلي

لقد ساعد كل من إعادة اكتشاف النصوص القديمة واختراع الطباعة على نشر العلم وتوالد الأفكار. في الفترة الأولى من النهضة الإيطالية، فضل الإنسانيون الدراسات الإنسانية على الفلسفة الطبيعية وتطبيقات الرياضيات. وقد عزز تبجيلهم للمصادر الكلاسيكية رؤاهم الأرسطية والأفلاطونية للكون.
وبالرغم من ذلك، فقد كانت كتابات نيكولاس كوسانوس حوالي عام 1450 تتبع رؤية كوبرنيكوس حول مركزية الشمس، حيث تم صياغتها بأسلوب فلسفي. العلم والفن كانا متداخلان بشكل كبير في عصر النهضة المبكر، مع فنانين مثقفين مثل ليوناردو دا فينشي حيث رسم رسومات مشهودة للتشريح والطبيعة. لقد أجرى تجارب محكمة في انسياب الماء، والتشريح الطبي، ودراسة منهجية للديناميكية الهوائية. لقد صمم مبادئ أساليب البحث، والتي أدت بفريتوف كابرا إلى تصنيفه بأنه أب العلم الحديث.
«اكتشاف» كريستوفر كولومبوس ل «العالم الجديد» سنة 1492 أَوْلَدَ تَحَدٍّ للنظرة التقليدية للعالم التي صاغتها أعمال بطليموس (في الجغرافيا) وجالينوس (في الطب) والتي لم تعد تتطابق ولا تتلائم بالشكل الكافي مع الملاحظات والاستكشافات الجديدة: فبدأت البيئة المناسبة للتشكيك في النظرية العلمية السائدة. مع التصادم بين حركة الإصلاح البروتستانتية والحركة المضادة للإصلاح، أظهرت حركة النهضة في المناطق الشمالية تحولاً حازماً من الفلسفة الأرسطية الطبيعية إلى الكيمياء والعلوم الحيوية (علم النبات، والتشريح، والطب). لقد أنتجت القدرة على التشكيك في الحقائق السابقة والبحث عن إجابات جديدة فترة من التقدم العلمي الكبير.
البعض اعتبر هذا بأنه ثورة علمية، مبشرًا ببداية العصر الحديث. آخرون يرونها كعملية مستمرة ممتدة من العالم القديم إلى يومنا هذا. بغض النظر عن ذلك، هناك اتفاق عام على أن عصر النهضة أحدث تغييرات هامة في طريقة النظر للكون والمناهج التي تستخدم في تفسير الظواهر الطبيعية. جرت العادة التي بدأت عام 1543 بعد طبع أول كتاب بعنوان «De humani corporis fabrica (طريقة عمل جسم الإنسان)» لعالم التشريح البلجيكي أنرياس فيساليويس الذي أعطى في كتابه المزيد من الثقة لدور التشريح، والملاحظة، والفلسفة الآلية حول علم التشريح. وأيضا من الكتب التي أعطت المزيد من الثقة في علوم الفضاء كتاب «De revolutionibus orbium coelestium (في دوران الأجرام السماوية)» للعالم البولندي كوبرنيكوس. ونظرية كوبرنيكوس في كتابه كانت بأن الأرض تدور حول الشمس. خلال هذه الفترة قام كل من جاليليو جاليلي، تيخو براهي ويوهانس كيبلر بتقدم عظيم في المجال العلمي.
أحد أهم التطورات لم تكن اكتشافا علميا، لكن كانت تطور في عملية الاكتشاف، أي المنهج العلمي. المنهج العلمي يقوم على المبدأ التجريبي وأهمية الرياضيات، بالإضافة إلى تجاوز العلم الأرسطي. كان مؤيدو هذه الأفكار المؤثرين أمثال كوبرنيكوس وجاليليو وفرانسيس بيكون. أدى المنهج العلمي الجديد إلى إنجازات عظيمة في مجالات الفلك والفيزياء والأحياء والتشريح.

### الخيمياء
الخيمياء هي دراسة تحويل المواد من خلال عمليات غامضة. يوصف أحيانًا بأنه شكل مبكر من أشكال الكيمياء. كان أحد الأهداف الرئيسية للخيميائيين إيجاد طريقة لصنع الذهب من مواد أخرى. كان الاعتقاد السائد لدى الخيميائيين أن هناك مادة أساسية تتشكل منها جميع المواد الأخرى، وأنه إذا أمكنك اختزال مادة ما إلى هذه المادة الأصلية، فيمكنك حينئذٍ أن تصنعها لتصبح مادة أخرى، مثل تحويل الرصاص إلى الذهب. تعامل الخيميائيون في العصور الوسطى مع عنصرين أو مصدرين رئيسيين، هما الكبريت والزئبق.
كان براكلسوس خيميائيًا وطبيبًا في عصر النهضة. وأضاف براكلسوس المصدر الثالث، وهو الملح، لصنع ثالوث العناصر الخيميائية.

### الفلك
استند علم الفلك في العصور الوسطى المتأخرة إلى نموذج مركزية الأرض الذي وصفه كلوديوس بطليموس في العصور القديمة. من المحتمل أن قلة قليلة من علماء الفلك أو المنجمين يقرؤون بالفعل كتاب المجسطي لبطليموس، الذي ترجمه جيراردو الكريموني إلى اللاتينية في القرن الثاني عشر. بدلًا من ذلك اعتمدوا على مقدمات للنظام البطلمي مثل دي سفايرا موندي لـ يوهانس دي ساكروبوسكو ونوع الكتب المدرسية المعروفة باسم نظريات الكواكب. لمهمة التنبؤ بحركات الكواكب، انتقلوا إلى جداول ألفونسين، وهي مجموعة من الجداول الفلكية القائمة على نماذج المجسطي ولكن تضمنت بعض التعديلات اللاحقة، وخاصةً نموذج الإثارة الذي ينسب إلى ثابت بن قرة. على عكس الاعتقاد السائد، لم يلجأ علماء الفلك في القرون الوسطى وعصر النهضة إلى «تعديل أفلاك التدوير على أفلاك التدوير سابقة» من أجل تصحيح النماذج البطلمية الأصلية — حتى يعود أحدها إلى كوبرنيكوس نفسه.
في وقتٍ ما حوالي عام 1450، بدأ عالم الرياضيات جورج بيورباخ (1423-1461) سلسلة من المحاضرات حول علم الفلك في جامعة فيينا. قام يوهانس مولر (1436–1476)، الذي كان آنذاك أحد طلابه، بجمع ملاحظاته على المحاضرة ونشرها فيما بعد باسم النظرية الجديدة للكواكب في سبعينيات القرن التاسع عشر. حلَّت هذه «النظرية الجديدة» محل النظرية الأقدم باعتبارها كتاب مدرسي لعلم الفلك المتقدم. كما بدأ بيورباخ في إعداد ملخص وتفسير المجسطي. توفي بعد الانتهاء من ستة كتب فقط  ومع ذلك، واصل يوهانس مولر المهمة، وأخذ الاستشارات من مخطوطة يونانية جُلبت من القسطنطينية من قبل الكاردينال بيساريون. عندما نُشر في عام 1496، جعل ملخص المجسطي أعلى مستويات من علم الفلك البطلمي في متناول العديد من علماء الفلك الأوروبيين لأول مرة.
آخر حدث فلكي كبير في عصر النهضة هو عمل نيكولاس كوبرنيكوس (1473-1543). وكان من بين الجيل الأول من علماء الفلك الذين تدربوا على النظرية الجديدة والملخص. قبل فترة وجيزة من عام 1514، بدأ في إحياء فكرة أرسطرخس بأن الأرض تدور حول الشمس. قضى بقية حياته في محاولة لإثبات رياضي لمركزية الشمس.  عندما نُشر أخيرًا الكتاب في دورات الكواكب السماوية عام 1543، كان كوبرنيكوس على فراش الموت. توضح مقارنة عمله مع المجسطي أن كوبرنيكوس كان من نواحٍ كثيرة عالمًا في عصر النهضة وليس ثوريًا، لأنه اتبع أساليب بطليموس وحتى ترتيب تقديمه. في علم الفلك، يمكن القول بأن نهضة العلم قد انتهت بأعمال يوهانس كيبلر (1571-1630) وغاليليو غاليلي (1564-1642).

### علم الطب
مع عصر النهضة جاءت زيادة في البحث التجريبي، وخاصةً في مجال تشريح وفحص الجسم، وبالتالي تعزيز معرفتنا بالتشريح البشري. بدأ تطور علم الأعصاب الحديث في القرن السادس عشر مع أندرياس فيزاليوس، الذي وصف تشريح الدماغ والأعضاء الأخرى؛ كان لديه القليل من المعرفة بوظيفة الدماغ، معتقدًا أنه يتواجد بشكل أساسي في البطينين. تحسن فهم العلوم الطبية والتشخيص، ولكن مع القليل من الفوائد المباشرة للرعاية الصحية. ولم يكن هناك سوى القليل من الأدوية الفعالة، باستثناء الأفيون والكينين. قدم ويليام هارفي وصفًا دقيقًا وكاملًا لنظام الدورة الدموية. وكانت أكثر المجلدات المفيدة في الطب، التي يستخدمها الطلاب والأطباء الخبراء، هي المواد الطبيعية ودستور الأدوية.